# Pelle Svanslös (film)
Pelle Svanslös är en svensk animerad film från 1981, regisserad av Jan Gissberg och Stig Lasseby till manus av Leif Krantz, fritt efter Gösta Knutssons två första böcker om Pelle Svanslös; Pelle Svanslös på äventyr från 1939 och Pelle Svanslös på nya äventyr från 1940.

## Handling
Kattungen Pelle som bor på en bondgård, hamnar av en slump hos en familj i Uppsala.
Till skillnad från andra katter har Pelle ingen svans, vilket leder till att han blir ständigt retad av andra katter som elake Måns.

## Om filmen
Filmen fick en uppföljare 1985 - Pelle Svanslös i Amerikatt.

## Rollista
- Mats Åhlfeldt − Pelle Svanslös
- Ewa Fröling − Maja Gräddnos
- Ernst-Hugo Järegård − Elake Måns
- Carl Billquist − Bill / Mannen med stövlarna
- Björn Gustafson − Bull
- Wallis Grahn − Gammel-Maja i domkyrkotornet
- Lena-Pia Bernhardsson − Gullan från Arkadien
- Charlie Elvegård − Laban från Observatorielunden / En råtta / Igelkotten
- Åke Lagergren − Murre från Skogstibble / Kalle Huggorm
- Nils Eklund − Rickard från Rickomberga
- Jan Sjödin − Fritz
- Gunilla Norling − Frida
- Eddie Axberg − Den tjocka råttan
- Gunnar Ernblad − Kråkan
- Kajsa Bratt − Birgitta
- Niklas Rygert − Olle
- Helena Brodin − Mamma
- Axel Düberg − Pappa
- Sture Hovstadius − ladugårdsförmannen[6]